# Nicolae Vasilescu-Karpen

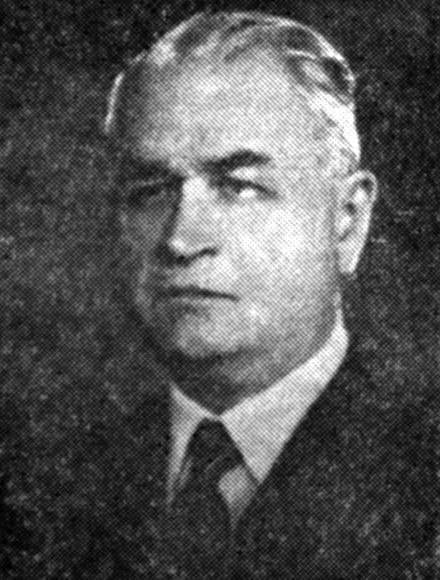
Nicolae Vasilescu-Karpen um 1930

Nicolae Vasilescu-Karpen (* 28. November oder 10. Dezember 1870 in Craiova; † 2. März 1964 in Bukarest) war ein rumänischer Ingenieur und Physiker. Er begründete die elektrotechnische Ausbildung in Rumänien und entwickelte die Karpen-Batterien. Im Jahr 1922 wurde er in die Rumänische Akademie gewählt.

## Schriften
- 1904 – Recherches sur l’effect magnetique des corps electrise en mouvement (Doktorarbeit) (Paris, 1904)
- 1925 – Manual de electrotehnică generală (1925)
- 1942 – Electricitate (1942)
- 1957 – Fenomene și teorii noi în electrochimie și chimie fizică, (1957)